# NGC 6563
NGC 6563 – mgławica planetarna położona w gwiazdozbiorze Strzelca. Została odkryta 3 września 1826 roku przez Jamesa Dunlopa.

Zbliżenie NGC 6563, zdjęcie wykonane przy wykorzystaniu optyki adaptatywnej (ESO)